# Krasnosilka, Șepetivka
Krasnosilka (în ucraineană Красносілка) este un sat în comuna Horodîșce din raionul Șepetivka, regiunea Hmelnîțkîi, Ucraina.

## Demografie
Componența lingvistică a localității Krasnosilka
     Ucraineană (96,46%)
     Rusă (3,04%)
     Alte limbi (0,5%)
Conform recensământului din 2001, majoritatea populației localității Krasnosilka era vorbitoare de ucraineană (96,46%), existând în minoritate și vorbitori de rusă (3,04%).